# Ellychnia obscurevittatus
Ellychnia obscurevittatus is een keversoort uit de familie glimwormen (Lampyridae). De wetenschappelijke naam van de soort is voor het eerst geldig gepubliceerd in 1962 door Fender.